# 北城市線

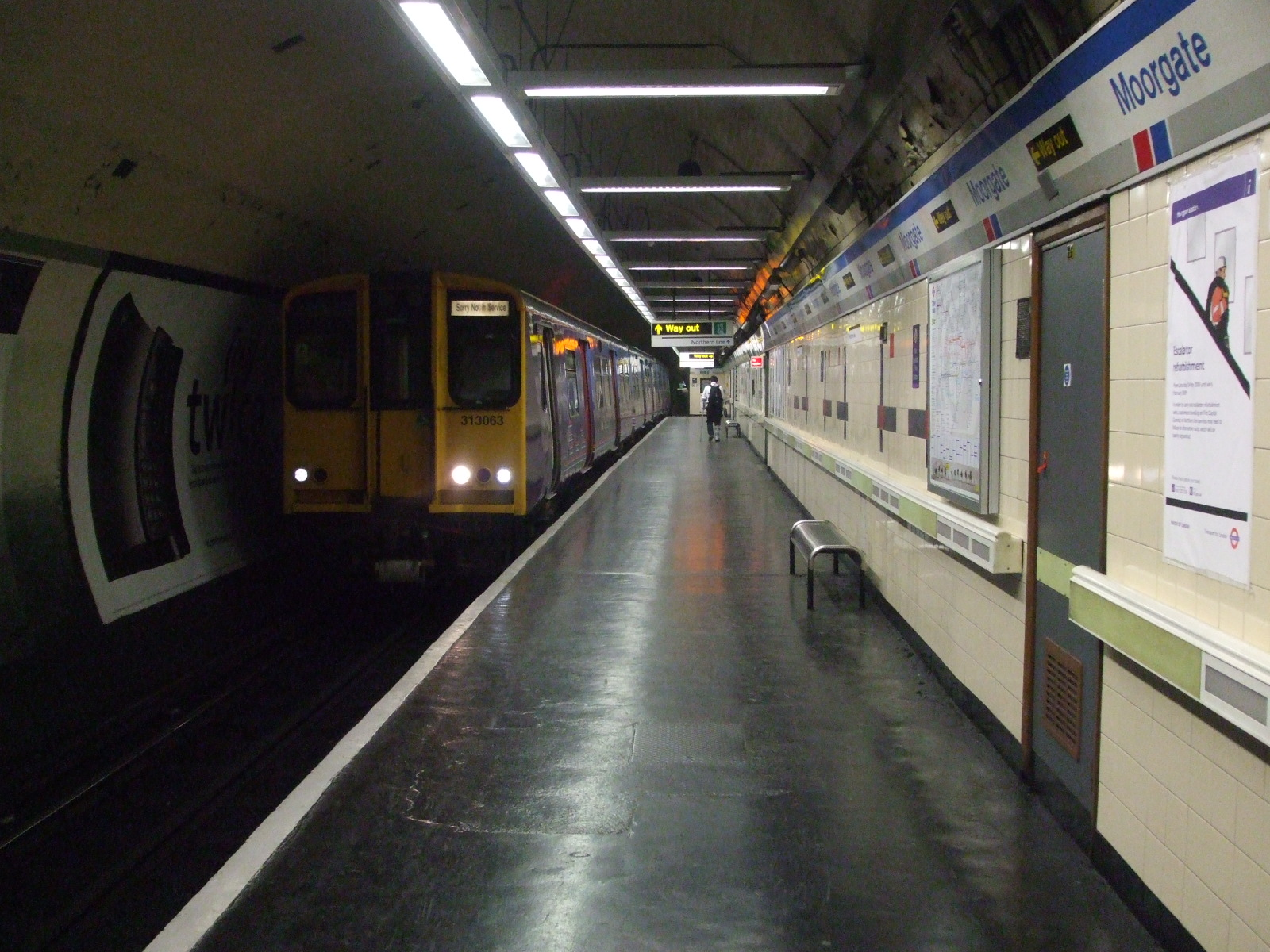
北城市線

北城市線（英語：Northern City Line）是英國大倫敦的一條鐵路路線，連接沼澤門站和芬斯伯里公園站兩地。北城市線承擔了連接倫敦北部郊區和倫敦市中心的交通，週一至週五運行列車較多。這條路線過去曾是倫敦地鐵的一部分，但在1976年轉讓給英國國家鐵路。
北城市線是大北方路線服務的一部分，並作為東海岸主線的東南支線運作。該線從沼澤門到海布里的德雷頓公園站以南是位於地下，然後從那裡沿路塹延伸，直至芬斯伯里公園站以南與東海岸主線匯合。除了沼澤門站，芬斯伯里公園站及以南的車站均位於內倫敦北部的伊斯靈頓區，沼澤門站則在英國主要金融中心倫敦市。自 2015 年 12 月起，該線的服務時刻表已延長至深夜和週末，以滿足新的特許經營承諾，即工作日 23:59 前每小時至少有 6 趟列車，週末每小時至少有 4 趟列車。
這條線的正式名稱是沼澤門線，但由於容易與從肯蒂什鎮到法靈頓的城市拓寬線相混淆，因此很少這樣稱呼它。直到 2009 年 3 月，城市拓寬線也服務沼澤門地面車站。北城市線的名字來自於它最初是一條倫敦地鐵線路，當時儘管它從未與大都會線或北線相連，但它曾被描述或管理為大都會線的分支，於倫敦地鐵時期又被管理為北線的支線（有時被稱為北線“海布里支線”）。該線最初是一條獨立的線路，北端終點站為芬斯伯里公園， 1976 年該線重建後與英國鐵路網連接，並開始了其現代化的服務模式。北城市線是倫敦的深層鐵路之一，與其他鐵路不同，它歸英國國家鐵路公司所有，由大北方鐵路公司運營的通勤列車從沼澤門開往芬斯伯里公園，並繼續開往赫特福德郡。

## 车站列表
| 車站相片 | 中文站名         | 英文站名             | 车站代码 |
| -------- | ---------------- | -------------------- | -------- |
|          | 芬斯伯里公园     | Finsbury Park        | FPK      |
|          | 德雷顿公园       | Drayton Park         | DYP      |
|          | 高贝里及伊斯灵顿 | Highbury & Islington | HHY      |
|          | 埃塞克斯路       | Essex Road           | EXR      |
|          | 老街             | Old Street           | OLD      |
|          | 沼泽门           | Moorgate             | MOG      |

## 意外及事故

### 沼澤門地鐵撞車事故
1975 年 2 月 28 日，北城市線發生沼澤門地鐵撞車事故，造成 43 人死亡，是倫敦地鐵和平時期最嚴重的事故。 1975 年 2 月 28 日，一列北城市線列車在沼澤門站高速衝過終點站，撞進了隧道盡頭。事故原因經查明是司機所為，司機已身亡，但具體原因尚未確定；報告發現，沒有足夠的證據表明這是司機的故意行為還是由於身體狀況所致。

### 隧道貫穿事件
2013 年 3 月 8 日，位於哈克尼東路、北城市線隧道上方 13 公尺（43 英尺）處一個建築工地的打樁作業鑽穿了老街站和埃塞克斯路站之間的行車隧道，並為北城市線造成阻塞。由於一位細心的火車司機的行動，避免了一場嚴重的事故，該線之後被限制運行數天以進行維修。鐵路事故調查處隨後的調查對涉事建築公司和規劃審批流程的疏忽提出了嚴厲批評。